# Araneus
Araneus – rodzaj pająków z rodziny krzyżakowatych. Należą do niego m.in. pospolite w Europie pająki: krzyżak ogrodowy, krzyżak dwubarwny, krzyżak łąkowy i inne. Są to stosunkowo duże pająki o owalnym lub kulistym odwłoku, czasem z charakterystycznym krzyżem na odwłoku. Gatunki z rodzaju Araneus budują sieci łowne (tzw. pajęczyny) okrągłe, jednopłaszczyznowe, dość nisko zawieszone nad ziemią.
Obejmuje kilkaset gatunków, kolejnych kilkaset jest uznawanych za nomina dubia, lub zostało przeniesionych do innych rodzajów.